# Isanthrene championi
Isanthrene championi är en fjärilsart som beskrevs av Druce 1884. Isanthrene championi ingår i släktet Isanthrene och familjen björnspinnare. Inga underarter finns listade i Catalogue of Life.